# О’Коннор, Джо
Джо О’Коннор (англ. Joe O'Connor; род. 1995) — английский профессиональный игрок в снукер (с 2018 года). Полуфиналист турнира Welsh Open 2019 года.

## Биография и карьера
Родился 8 ноября 1995 года в Лестере.
В июне 2018 года он победил Эндрю Нормана со счетом 10:3 и стал чемпионом Англии среди любителей, прежде чем стать профессионалом.
28 ноября 2018 года О’Коннор победил со счётом 6:2 номер 12 рейтинга Райана Дэя в первом раунде чемпионата Великобритании 2018 года.
В феврале 2019 года О’Коннор победил Кайрена Уилсона, Дин Цзюньхуэя и Джона Хиггинса на пути к своему первому полуфиналу рейтингового турнира Welsh Open, где проиграл Стюарту Бинэму со счетом 2:6.